# Villa Park (Illinois)
Villa Park es una villa ubicada en el condado de DuPage en el estado estadounidense de Illinois. En el Censo de 2010 tenía una población de 21904 habitantes y una densidad poblacional de 1.778,59 personas por km².

## Geografía
Villa Park se encuentra ubicada en las coordenadas 41°53′8″N 87°58′42″O / 41.88556, -87.97833. Según la Oficina del Censo de los Estados Unidos, Villa Park tiene una superficie total de 12.32 km², de la cual 12.19 km² corresponden a tierra firme y (1.03%) 0.13 km² es agua.

## Demografía
Según el censo de 2010, había 21904 personas residiendo en Villa Park. La densidad de población era de 1.778,59 hab./km². De los 21904 habitantes, Villa Park estaba compuesto por el 80.99% blancos, el 4.26% eran afroamericanos, el 0.31% eran amerindios, el 5.21% eran asiáticos, el 0% eran isleños del Pacífico, el 7.02% eran de otras razas y el 2.21% pertenecían a dos o más razas. Del total de la población el 17.78% eran hispanos o latinos de cualquier raza.